# Натали, Винченцо
Винченцо Натали (англ. Vincenzo Natali; род. 6 января 1969, Детройт, Мичиган, США) — канадский кинорежиссёр и сценарист. Массовую известность получил благодаря фильму «Куб» (1997). На роли в пяти игровых фильмах режиссёр приглашал Дэвида Хьюлетта.

## Фильмография
- 1996 — Elevated (к/м)
- 1997 — Куб / Cube
- 2002 — Кодер / Cypher
- 2003 — Пустота / Nothing
- 2005 — Getting Gilliam (д/ф)
- 2006 — Париж, я люблю тебя (эпизод «Квартал Мадлен») / Quartier de la Madeleine
- 2009 — Химера / Splice
- 2013 — Лимб
- 2014 — 2015— Ганнибал (две серии во втором сезоне и две в третьем)
- 2014 — Хемлок Гроув (вторая серия второго сезона)
- 2016 — 2018 — Мир Дикого Запада (четвертая серия первого сезона и вторая серия второго сезона)
- 2019 — В высокой траве / In the Tall Grass
- 2022 — Периферийные устройства / The Peripheral (четыре серии в первом сезоне)